# Língua mazateca de Chiquihuitlán
Chiquihuitlán é a variedade mais divergente das línguas Mazatecas faladas em Oaxaca, México. Tem menos de 50% de inteligibilidade com o Huautla Mazatec o dialeto de mais prestígio, e ainda menos inteligível com outras línguas mazatecas.

## Revitalização
Houve um esforço para reunir o máximo possível de informações sobre o idioma. Normalmente, o grupo de pessoas que fala essa língua é relativamente pequeno, sendo é forçado a deixar sua língua nativa e adotar a língua com a maior possibilidade de comunicação. Um esforço para ajudar as pessoas a manter sua língua nativa, enquanto aprendem espanhol, é o que foi submetido pela professora Gloria Ruiz de Bravo Abuja, que criou a instituição “Instituto de Investigação e Integração Social do Estado de Oaxaca em 1969”. Outro programa é o  Archivo de lenguas indígenas do estado de Oaxaca , que publica descobertas promissoras em uma série de esquemas linguísticos.s.

## Escrita
O Chiquihuitlán Mazatec usa o alfabeto latino numa forma bem reduzida devido a sua simples fonologia. Não se usam as letras D, F, G, J, L, P, Q V, X, Z. Usam-se as formas adicionais ä, 'č, nc, nč, nk, nt, ñ, š, ty, ?.
Os quatro tons da língua são assim marcados nas vogais a¹, a², a³, a⁴.